# 박찬 (1924년)
박찬(朴璨, 1924년 7월 16일 ~ 2007년 11월 16일)은 대한민국 정치인이다. 본관은 밀양(密陽)이며 호(號)는 운공(雲公)이다.

## 생애
1924년 7월 16일에 공주군에서 태어났다. 국학대학 철학과 학사, 서울대학교 행정학 석사 학위를 취득했다.
제2·3대 충청남도의원을 지냈다.
2007년 11월 16일, 지병으로 인해 사망했다.

## 학력
- 국학대학교 철학과 학사
- 서울대학교 행정대학원 행정학 석사
- 성균관대학교 행정대학원 행정학 석사

## 약력
- 충청남도 공주 엽연초생산조합 전임이사
- 충청남도 제2대 도의원
- 충청남도 제3대 도의원
- 충청남도 도의회 부의장
- 충청남도 공주 엽연초생산조합 이사장
- 민주당 당무위원
- 충청남도 공주 엽연초생산조합 조합장
- 민정당 충청남도 지구당 부위원장
- 민중당 충청남도 제3지구당 위원장
- 신민당 당무위원
- 신민당 충청남도 공주지구당위원장
- 신민당 충청남도 논산지구당위원장
- 신민당 충청남도 행정지구당 위원장
- 신민당 정무위원
- 신민당 훈련원 원장
- 신민당 원내부총무
- 제6대 국회의원(민정당, 충남 공주군)
- 제9대 국회의원(민주공화당, 충남 논산군·공주군)
- 제10대 국회의원(민주공화당, 충남 논산군·공주군)
- APU한국대표
- 풍의학원 이사장
- 인하대학교 겸임교수
- 민주자유당 특임행정촉탁위원

## 역대 선거 결과
|  | 12.28% |

|  | 20.30% |

|  | 46.00% |

|  | 38.60% |

|  | 42.81% |

|  | 30.85% |

|  | 14.37% |

|  | 8.50% |

|  | 24.36% |